# Hội nghị Moskva 1941
Hội nghị Moskva 1941 (Biệt danh Caviar) trong Thế chiến II xảy ra từ 29 tháng 9 năm 1941 tới 1 tháng 10 năm 1941. Ở đó, Đại diện của Mỹ và Anh đặt cơ sở cho việc viện trợ  vũ khí cho Liên Xô theo như nghị quyết Lend-Lease.